# ザ・グレート・ムービー・ライド

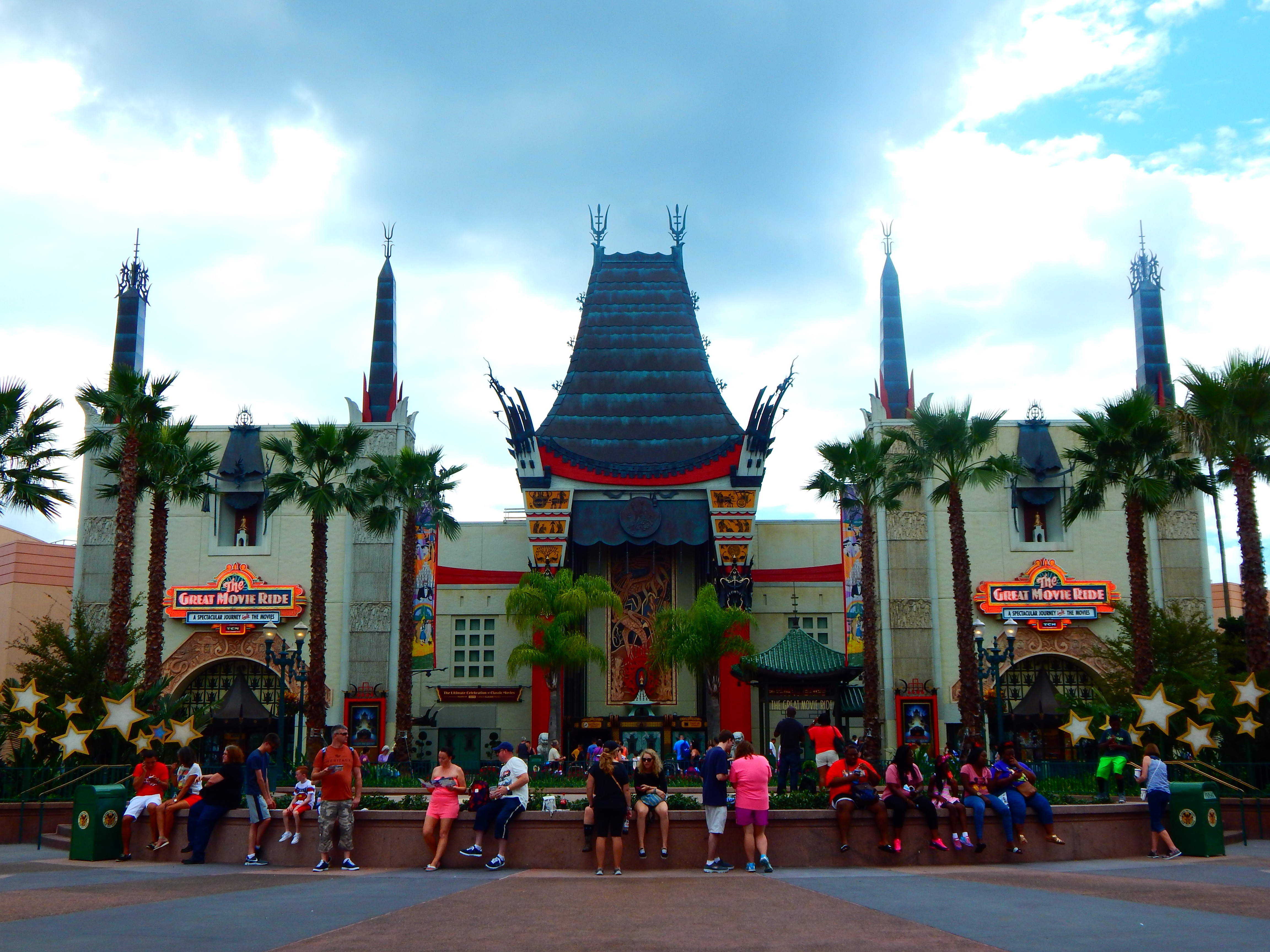
ザ・グレート・ムービー・ライド

ザ・グレート・ムービー・ライド (The Great Movie Ride)は、ウォルト・ディズニー・ワールド・リゾート内のディズニーパークであるディズニー・ハリウッド・スタジオにあったアトラクション。

## 概要
| ザ・グレート・ムービー・ライド The Great Movie Ride | ザ・グレート・ムービー・ライド The Great Movie Ride | ザ・グレート・ムービー・ライド The Great Movie Ride               | ザ・グレート・ムービー・ライド The Great Movie Ride               |
| --------------------------------------------------- | --------------------------------------------------- | ----------------------------------------------------------------- | ----------------------------------------------------------------- |
| ザ・グレート・ムービー・ライド                      |                                                     |                                                                   |                                                                   |
| オープン日                                          | オープン日                                          | 1989年5月1日（ディズニー・MGM・スタジオ（当時）と同時にオープン） | 1989年5月1日（ディズニー・MGM・スタジオ（当時）と同時にオープン） |
| クローズ日                                          | クローズ日                                          | 2017年8月13日                                                     | 2017年8月13日                                                     |
| スポンサー                                          | スポンサー                                          | ターナー・クラシック・ムービーズ                                  | ターナー・クラシック・ムービーズ                                  |
| 所要時間                                            | 所要時間                                            | 約22分                                                            | 約22分                                                            |
| 定員                                                | 定員                                                | 68名/1台                                                          | 68名/1台                                                          |
| 利用制限                                            |                                                     | なし                                                              | なし                                                              |
| ファストパス                                        | ファストパス                                        |                                                                   | ○                                                                 |
| シングルライダー                                    | シングルライダー                                    |                                                                   | 対象外                                                            |

ハリウッドのクラシック映画をテーマにしたダークライド。入り口はロサンゼルスに実在する劇場、チャイニーズ・シアターを再現したもので、アトラクションの待ち列にはタイタニックやロジャー・ラビットなどの様々な映画で使われた小道具が展示されている。そしてロバート・オズボーンによる映画解説の映像を観た後、ゲストはトラベリング・シアターと呼ばれるライドに乗り込み、オーディオ・アニマトロニクスなどを使って再現された様々な映画の1シーンを体験することが出来る。
2017年8月13日をもってクローズし、後継アトラクションとしてミッキーマウスをテーマにしたアトラクション、『ミッキーとミニーのランナウェイ・レイルウェイ』がオープンした。

## アトラクション内で登場する映画
| 作品名                            | 公開年 | スタジオ                      |
| --------------------------------- | ------ | ----------------------------- |
| フットライト・パレード            | 1933   | ワーナー・ブラザース          |
| 雨に唄えば                        | 1952   | MGM                           |
| メリー・ポピンズ                  | 1964   | ディズニー                    |
| 民衆の敵                          | 1931   | ワーナー・ブラザース          |
| 荒野の用心棒                      | 1964   | ユナイテッド・アーティスツ    |
| 捜索者                            | 1956   | ワーナー・ブラザース          |
| エイリアン                        | 1979   | 20世紀フォックス              |
| レイダース/失われたアーク《聖櫃》 | 1981   | パラマウント/ルーカスフィルム |
| 類猿人ターザン                    | 1932   | MGM                           |
| カサブランカ                      | 1942   | ワーナー・ブラザース          |
| ファンタジア                      | 1940   | ディズニー                    |
| オズの魔法使                      | 1939   | MGM                           |